# Les Mars
Les Mars là một xã thuộc tỉnh Creuse trong vùng Nouvelle-Aquitaine miền trung nước Pháp. Xã này nằm ở khu vực có độ cao trung bình 593 mét trên mực nước biển.

## Địa lý
Thị trấn có cự ly khoảng 16 dặm (26 km) về phía đông của Aubusson, tại giao lộ các tuyến đường D27 và tuyến đường D996.

## Dân số
| 1962                                                        | 1968 | 1975 | 1982 | 1990 | 1999 | 2005 |
| ----------------------------------------------------------- | ---- | ---- | ---- | ---- | ---- | ---- |
| 366                                                         | 372  | 344  | 295  | 274  | 219  | 222  |
| Số liệu điều tra dân số từ năm 1962 Dân số chỉ tính một lần |      |      |      |      |      |      |

## Địa điểm nổi bật
- Nhà thờ thế kỷ 13.
- Lâu đài phục dựng.
- Lâu đài Cherdon, tại Chez-Redon.